# ملعب لا مانغا لكرة القدم
ملعب لا مانغا لكرة القدم (La Manga Club Football Stadium) هو ملعب ومنتجع يقع في يقع في الجنوب الشرقي لمنطقة مرسية بإسبانيا.